# Aethomys bocagei
Aethomys bocagei е вид бозайник от семейство Мишкови (Muridae).

## Разпространение
Видът е разпространен в Ангола.